# Can Bardolet
Can Bardolet és una masia de Sant Agustí de Lluçanès (Osona) inclosa a l'Inventari del Patrimoni Arquitectònic de Catalunya.

## Descripció
Edifici de tres pisos, de planta rectangular i teula a doble vessant, construït amb pedres irregulars i molt morter amb pedres ben tallades a cada una de les cantonades dels murs. Totes les obertures de la casa tenen llinda de pedra i algunes d'elles conserven també una llinda de fusta sobre la de pedra. Tant a la part esquerra de la façana com a la part del darrere de l'edifici hi ha construccions annexes que encara s'usen com a corts o palleres. La llinda de la porta conserva una inscripció datada el 1825.

## Història
L'antiga casa de Bardolet estava situada pocs metres més endavant que l'actual construcció en el lloc on ara hi ha un paller nou. Aquesta primera casa era més petita i rudimentària que l'actual i les seves pedres es varen fer servir per a la nova construcció. A la llinda de la porta de l'entrada hi ha una inscripció:
DNJOSEH DE VILAR
I VILA MEHAFET FER
EN LO ANY 1825
Feta construir pel Vilar de Sant Boi ara és una masoveria de Casademunt.